# Bahnhof Hamburg Elbgaustraße

Der Bahnhof Hamburg Elbgaustraße ist ein Bahnhof der S-Bahn Hamburg im Stadtteil Eidelstedt. Er wird von den Linien S3 und S5 bedient und ist nordwestlicher Endbahnhof der Letzteren.

## Geschichte
Der Bahnhof entstand an der Bahnstrecke Hamburg-Altona–Kiel. Vor dem Bau der S-Bahn gab es in jeder Richtung einen Seitenbahnsteig an den dort jeweils außen am breiten Bahndamm liegenden Personenzuggleisen. Der Bahnsteig lag jeweils vor der Unterführung, der Zugang erfolgte über Treppen von der Elbgaustraße aus. Im Zuge des Neubaus der S-Bahn-Strecke zwischen den Bahnhöfen Holstenstraße und Pinneberg, die parallel zur Bahnstrecke Richtung Pinneberg errichtet wurde, wurden die nordöstlichen Bahnsteiganlagen zu einem S-Bahnhof umgebaut, der südwestliche Bahnsteig Richtung Altona entfiel. Bei Eröffnung des ersten Streckenabschnitts am 26. September 1965 war Elbgaustraße zunächst Endbahnhof der S-Bahn-Strecke; ab dem 22. September 1967 verkehrten Züge dann weiter bis Pinneberg.

## Lage
Der Bahnhof befindet sich östlich und quer zu der gleichnamigen Straße mit der postalischen Anschrift „Elbgaustraße 105“.

## Ausstattung
Der Bahnhof verfügt über einen überdachten Mittelbahnsteig, der von der Elbgaustraße über einen Aufgang erreicht werden kann. Ein stufenloser Zugang zum Bahnsteig ist möglich. Im Umfeld des Bahnhofs sind Bushaltestellen und Abstellmöglichkeiten für Fahrräder vorhanden.
An der S-Bahn-Strecke befindet sich nördlich des Bahnhofs eine zweigleisige Kehranlage, daran anschließend stehen separate Wartungshallen für die S-Bahn, die vier Halbzüge aufnehmen können und als Außenstellen dem Bahnbetriebswerk Hamburg-Ohlsdorf unterstellt sind, daneben gibt es eine viergleisige Abstellanlage.
Nordwestlich des Personenbahnhofs befinden sich ausgedehnte Abstellgleise und das ICE-Betriebswerk Eidelstedt.

## Betrieb
Züge können an der Elbgaustraße verstärkt oder geschwächt werden. 2018 gab es täglich (Montag–Freitag) durchschnittlich etwa 30.000 ein- oder aussteigende S-Bahn-Fahrgäste pro Tag.
| Linie | Verlauf |
| ----- | --- |
| S 3   | Pinneberg – Thesdorf – Halstenbek – Krupunder – Elbgaustraße – Eidelstedt – Stellingen (Arenen) – Langenfelde – Diebsteich – Altona – Königstraße – Reeperbahn – Landungsbrücken – Stadthausbrücke – Jungfernstieg – Hauptbahnhof – Hammerbrook (City Süd) – Elbbrücken – Veddel (BallinStadt) – Wilhelmsburg – Harburg – Harburg Rathaus – Heimfeld (TU Hamburg) – Neuwiedenthal – Neugraben                                                     |
| S 5   | Elbgaustraße – Eidelstedt – Stellingen (Arenen) – Langenfelde – Diebsteich – Holstenstraße – Sternschanze – Dammtor – Hauptbahnhof \ Hauptstrecke – Hammerbrook (City Süd) – Elbbrücken – Veddel (BallinStadt) – Wilhelmsburg – Harburg – Harburg Rathaus – Heimfeld (TU Hamburg) – Neuwiedenthal – Neugraben – Fischbek – Neu Wulmstorf – Buxtehude – Neukloster – Horneburg – Dollern – Agathenburg – Stade / in Tagesrandzeiten – Berliner Tor |